# Sito di interesse nazionale di Taranto
Il sito di interesse nazionale di Taranto è uno dei siti di interessi nazionali italiani decretato dallo Stato Italiano con la Legge 9 dicembre 1998 n. 426

## Perimetro
Il perimetro del sito è stato normato dal D.M. 10/01/2000, compreso all'interno dell'area dichiarata ad “elevato rischio di crisi ambientale”, interessa una area pianeggiante (4 383 ettari a terra e 7 005 ettari a mare), prospiciente il golfo di Taranto, ove gli insediamenti industriali presenti influenzano pesantemente il quadro socioeconomico, ambientale e paesaggistico.
L'area a mare del sito tarantino copre circa il 10% di tutte le aree mare impattate in Italia pari a 77 000 ettari.
Il sito di Taranto, è uno dei più grandi d'Italia, infatti se si considera la sola area terra è il terzo, se si considera la sola area mare è il settimo ed infine sommando le due aree (terra e mare) è il settimo.
Con il D.L. 152/2021 art. 17-bis, è stato riperimetrato il SIN

### Comuni interessati
Il sito copre diversi comuni della provincia di Taranto, oltre al capoluogo, infatti, è interessato il seguente comune:
- Statte

## Stabilimenti industriali presenti nel S.I.N.
La zona industriale di Taranto ha diversi stabilimenti che hanno un impatto ambientale, tra i quali si annoverano il più grande polo siderurgico italiano Ex ILVA (oggi Acciaierie d'Italia) unitamente alla raffineria Eni, all'industria cementiera Cementir del Gruppo Caltagirone e ad altre industrie manifatturiere di dimensioni medio-piccole.

## Area ad elevato rischio di crisi ambientale
Prima di identificare l'area dei comuni di Taranto e Statte come sito di interesse nazione, la giurisdizione ha identificato come area ad elevato rischio di crisi ambientale i seguenti comuni, nel 1986 con la Legge 8 luglio 1986 n. 349:
- Taranto
- Statte
- Crispiano
- Massafra
- Montemesola

## Stato attuale delle bonifiche
Come per tutti i SIN si definisce un piano di intervento per procedere alla bonifica dei terreni e delle falde che rientrano nel perimetro dello stesso. 
A giugno 2024 il Ministero dell'ambiente e della sicurezza energetica ha prodotto l'ultima versione semestrale dello stato delle bonifiche di tutti i SIN italiani.
Lo stato delle bonifiche del SIN jonico è il seguente:
Bonifiche dei terreni
- Superficie perimentrata SIN: 4383 ha
- Non indagate: 2166 ha
- Aree con Pdc approvato e non eseguito: 146 ha
- Aree potenzialmente contaminate (C>CSC): 1253 ha
- Aree contaminate (C>CSR): 93 ha
- Progetto di bonifica approvato: 347 ha
- Aree non contaminate (C<CSC; C<CSR): 373 ha
- Aree bonificate (con certificazione): 5 ha

Bonifiche delle falde
- Superficie perimentrata SIN: 4383 ha
- Non indagate: 2166 ha
- Aree con Pdc approvato e non eseguito: 146 ha
- Aree potenzialmente contaminate (C>CSC): 1290 ha
- Aree contaminate (C>CSR): 81 ha
- Progetto di bonifica approvato: 363 ha
- Aree non contaminate (C<CSC; C<CSR): 336 ha
- Aree bonificate (con certificazione): 0 ha

Come si può notare, dalla data di decretazione e perimetrazione del SIN tarantino all'ultimo report del Ministero, le bonifiche procedono molto a rilento. Le aree bonificate, limitatamente alle aree terra è pari a 5 ettari rispetto al totale di 4383 ettari, pari allo 0,11%

## Normativa
Di seguito sono elencate le normative che hanno dato vita al SIN di Taranto:
- Legge 9 dicembre 1998 n. 426
- D.M. 10/01/2000
- D.L. 152/2021 art. 17-bis
- Legge 8 luglio 1986 n. n. 349